# Jogos Cislandeses

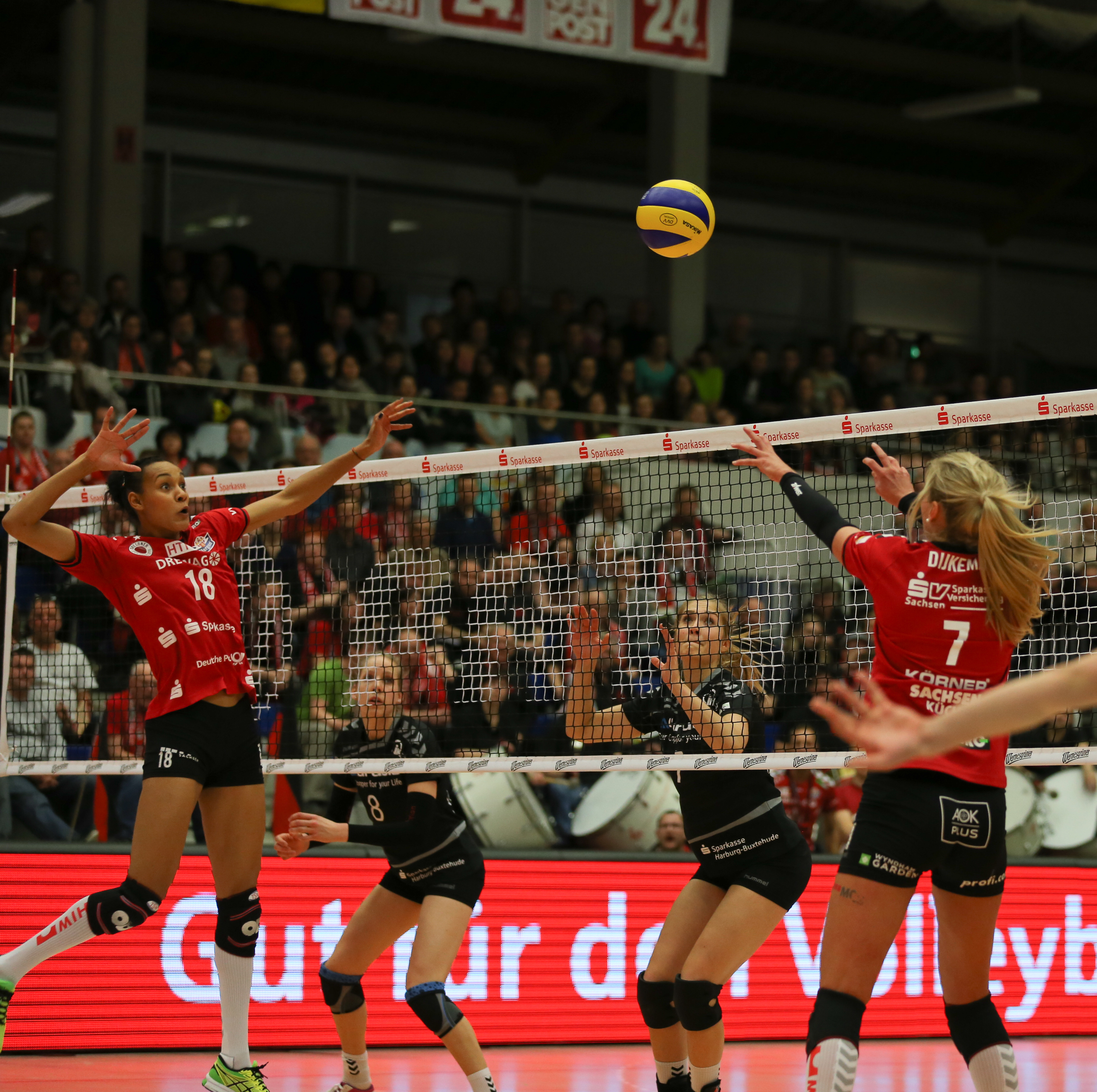
Exemplo de Esporte (Voleibol)

Os Jogos Cislandeses constituem uma competição multidimensional estruturada em cinco modalidades principais: esportiva, estudos, dieta, skincare e individual geral. Cada modalidade é avaliada por métricas específicas, permitindo medir desempenho físico, cognitivo e hábitos de saúde de maneira quantitativa e padronizada, assegurando comparabilidade entre competidores em diferentes etapas.
A modalidade esportiva inclui testes de resistência, força, agilidade e coordenação motora, utilizando protocolos padronizados que podem variar conforme o país-sede da etapa. A modalidade de estudos é baseada em avaliação de conhecimento, resolução de problemas e capacidade analítica, empregando questões estruturadas com critérios de pontuação previamente definidos.
As modalidades de dieta e skincare são analisadas por indicadores objetivos: a dieta considera equilíbrio nutricional, adesão a planos alimentares e monitoramento de macronutrientes, enquanto skincare avalia rotinas de higiene, saúde cutânea e adesão a protocolos dermatológicos. Essa abordagem técnica garante que cuidados corporais e hábitos de bem-estar sejam incorporados à avaliação do desempenho global.
A modalidade individual geral consiste na agregação ponderada dos resultados das cinco áreas, produzindo uma pontuação final que reflete o desempenho integral do competidor. Cada etapa ocorre em diferentes locais globais, permitindo diversidade de desafios e adaptação a condições variáveis, reforçando a avaliação da competência multidimensional e do preparo completo dos participantes.

## Resultados
1. ↑  «National Education Association | NEA». www.nea.org (em inglês). Consultado em 17 de agosto de 2025
2. ↑  «Home • The Nutrition Source» (em inglês). 18 de setembro de 2012. Consultado em 17 de agosto de 2025
3. ↑  «American Academy of Dermatology». www.aad.org. Consultado em 17 de agosto de 2025
4. ↑  «World Health Organization (WHO)». www.who.int (em inglês). Consultado em 17 de agosto de 2025